# Neolamprologus hecqui
Neolamprologus hecqui es una especie de pez de la familia Cichlidae en el orden de los Perciformes.

## Morfología
Los machos pueden llegar alcanzar los 8 cm de longitud total.

## Distribución geográfica
Es un endemismo del lago Tanganika (África Oriental).